# Бейт-Яаков
Бейт-Яаков (בית יעקב в переводе с иврита «Дом Яакова», в ашкеназском произношении — «Бейс-Яаков», см. Исход / Шмот 19:3) — система ортодоксальных еврейских религиозных учебных заведений для девочек. В настоящее время включает в себя детские сады, начальные и средние школы, а также профессиональные училища, расположенные во многих городах Израиля и в различных странах мира, где есть крупные еврейские общины.

##### Название
«Бейт-Яаков» восходит к цитате из Книги Шмот / Исход (19:3) «…так скажи дому Яакова и возвести сынам Исраэйлевым». Согласно традиционным комментариям еврейских мудрецов, восходящим к Талмуду,  под «домом Яакова» подразумеваются еврейские женщины.

##### История
Первая школа «Бейт-Яаков» была основана в 1918 году в Кракове (Польша) Сарой Шнирер.
На протяжении многих веков существовала еврейская образовательная система для мальчиков, включающая в себя хедеры, где обучение начиналось с трех лет, ешивы и бейт-мидраши. При этом девочки не получали формального образования. В конце XIX — начале XX веков всё больше и больше девочек шли учиться в общеобразовательные нееврейские школы, что способствовало дальнейшей ассимиляции и отходу от еврейского традиционного образа жизни. Чтобы затормозить этот процесс портниха из Кракова  Сара Шнирер  в 1918 году открыла у себя в мастерской школу для девочек. Её инициатива получила поддержку со стороны авторитетных раввинов того времени таких как Хафец Хаим и ребе Гурских хасидов. В течение нескольких лет отделения школы открылись во многих городах Европы, а также в Америке и Палестине.

##### Программа обучения
Учебный день в школе (как и во всех еврейских религиозных школах) начинается с молитвы.
В школах «Бейт-Яаков» наряду с общеобразовательными предметами, такими как математика, история, география и др. большое внимание уделяется религиозным дисциплинам. Девочки глубоко изучают книги Танаха, галахи (законов еврейского образа жизни) и мусар (этику).
Особый акцент делается на воспитание душевных качеств и еврейского взгляда на мир.

##### Устав школы
Внешний вид учениц, их поведение во время учёбы и в свободное время четко регламентируются правилами школы. Девочки должны быть скромно одеты в соответствии с религиозными нормами иудаизма. Существует обязательная школьная форма. Как правило, это голубая блузка с длинными рукавами и темно-синяя юбка ниже колена. Также обязательным является ношение белых или синих колготок. В Израиле школьницы "Бейт Яаков" носят  форму розового цвета.